# تيفروسين
تيفروسين هو روتينويد؛ وهو سم طبيعي للأسماك، ويوجد في أوراق وبذور تيفروسيا بوربوريا و فوجيلي.